# GLB1L3
GLB1L3‏ (Galactosidase beta 1 like 3) هوَ بروتين يُشَفر بواسطة جين GLB1L3 في الإنسان.